# Société Nouvelle des Autos Sizaire

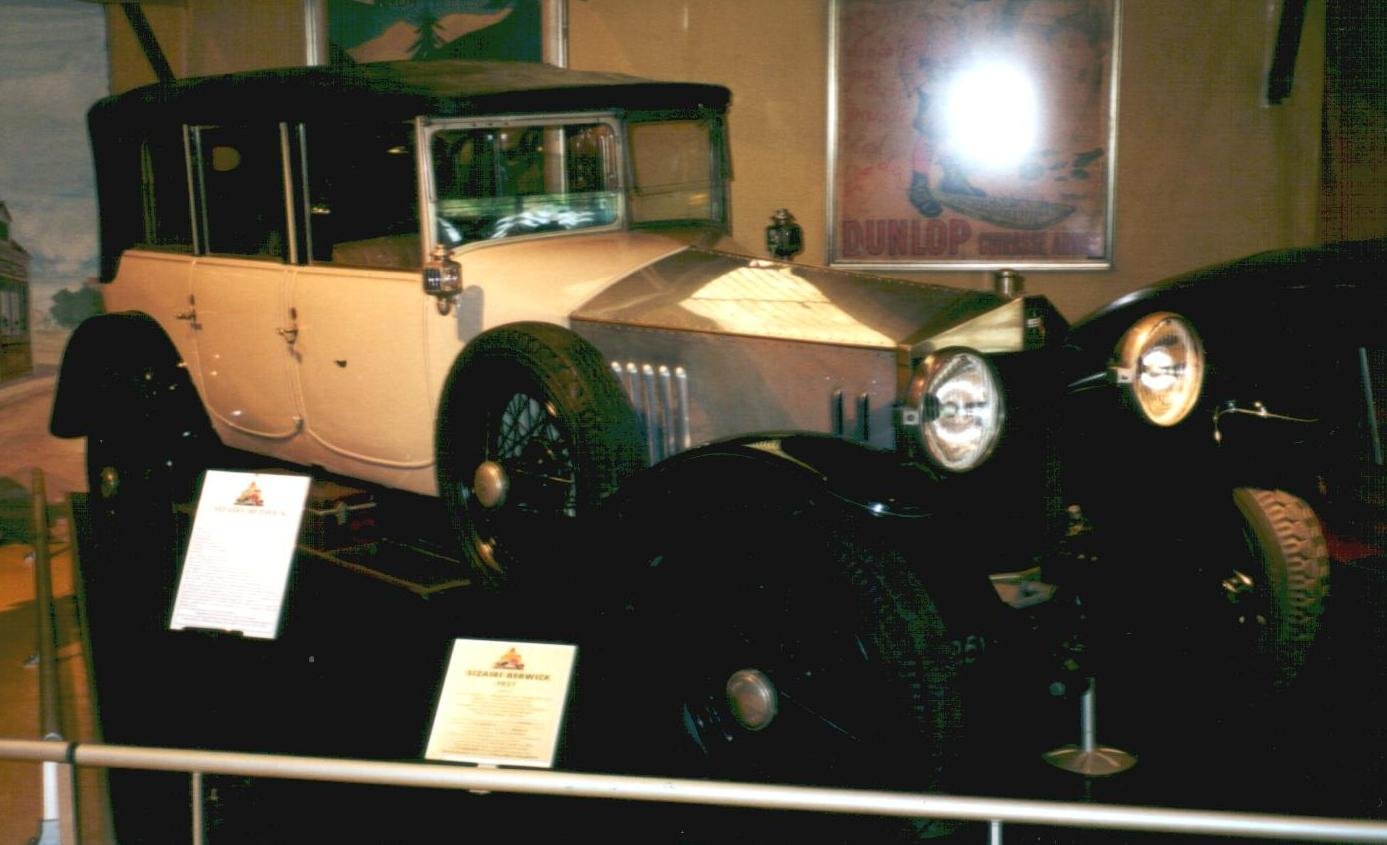
Sizaire-Berwick von 1927 im Musée Henri Malartre.

Die Société Nouvelle des Autos Sizaire war ein französischer Hersteller von Automobilen.

## Unternehmensgeschichte
Die Brüder Maurice (1877–1970) und Georges Sizaire (1880–1934) produzierten neben den Kleinwagen von Sizaire-Naudin ab 1913 in der Société Nouvelle des Autos Sizaire mit Hilfe des englischen Partners und Importeurs Frederick William Berwick große Luxuswagen. Der Markenname lautete Sizaire-Berwick. Die Produktion fand zunächst in Courbevoie statt. Der Hauptabsatzmarkt war England, der 80 Prozent der Produktion aufnahm. Die für England bestimmten Exemplare erhielten ihre Karosserie zumeist durch Berwicks Karosseriewerk in Highgate. Bis zum Ausbruch des Ersten Weltkriegs entstanden 139 Fahrzeuge.
Berwick baute 1915 in Park Royal ein neues Werk, in dem zunächst Flugzeuge entstanden. 1919 gründete Berwick das Unternehmen F. W. Berwick & Co. Ltd. und begann 1920 in Park Royal mit der Produktion der britischen Sizaire-Berwick, die bis 1925 hergestellt wurden.
Der Amerikaner Burke übernahm 1919 das französische Unternehmen. Er importierte zunächst die Fahrzeuge von Berwick. Später entstanden zwei neue Modelle. Ende 1922 waren die drei Firmengründer nicht mehr im Unternehmen tätig. Die beiden Brüder Sizaire hatten Sizaire Frères gegründet, und Berwick war bei Windsor involviert. 1927 endete die Produktion in Courbevoie. Heute sind noch vier Fahrzeuge aus französischer Produktion bekannt.

## Fahrzeuge
Das erste Modell verfügte über einen Einbaumotor von Decolange mit 3014 cm³ Hubraum. Daneben gab es das Modell 20 CV mit 4072 cm³ Hubraum.(Bohrung × Hub 90 × 160 mm). Der Kühlergrill sah dem Kühlergrill von Rolls-Royce-Modellen sehr ähnlich.
Nach dem Ersten Weltkrieg wurde die Bohrung auf 95 mm vergrößert, der Hubraum betrug jetzt 4536 cm³ der Motor erhielt OHV-Ventilsteuerung. Der Radstand maß 3,43 m. In dieser Form wurde das Fahrzeug 1920 bis 1927 gebaut. Im letzten Produktionsjahr (1928) stand ein Modell mit einem Achtzylinder-Reihenmotor von Lycoming im Sortiment.
Der Sizaire Type D für das Jahr 1920 war ein 12/15 HP mit einem Ballot Motor mit 2297 cm³ aus 75 mm Bohrung und 130 mm Hub. Der Radstand betrug 2824 mm und die Spurweite 1370 mm. Die Fahrzeuggesamtlänge betrug 3854 mm. Das Chassis wog 750 kg. Die Michelin Bereifung hatte einen Durchmesser von 815 mm mit einer Breite von 105 mm. Mit einer Torpedokarosserie mit Platz für 4 Personen erreichte das Fahrzeug eine Höchstgeschwindigkeit von 65 km/h. Der Verbrauch lag bei 13 Liter auf 100 km.
Ein Fahrzeug dieser Marke aus französischer Produktion ist im Musée Henri Malartre in Rochetaillée-sur-Saône ausgestellt. Ein weiteres gehört zur Sammlung des Musée Automobile Reims Champagne in Reims.
Ein erhalten gebliebener 20 CV von 1914 mit dem britischen Kennzeichen SB 785 wurde am 19. Februar 1996 durch das Auktionshaus Christie’s für 36.150 Pfund Sterling versteigert. Das Fahrzeug befand sich damals in der Zustandsnote 4.